# G.P. Tennis Manager
G.P. Tennis Manager è un videogioco manageriale di tennis, con la possibilità di giocare manualmente anche le partite, pubblicato nel 1990 per Commodore 64 e nel 1991 per Amiga dalla Simulmondo.

## Modalità di gioco
Fino a 5 giocatori possono partecipare al circuito ATP singolare, gestendo ciascuno la carriera di un tennista scelto tra alcuni personaggi fittizi, mentre gli avversari computerizzati hanno nomi di tennisti reali.
Le partite possono essere giocate manualmente come sequenze d'azione oppure i risultati possono essere calcolati dal computer, cambiando modalità anche durante la partita. Se due giocatori si incontrano nello stesso torneo può esserci il gioco in simultanea.
La carriera in corso si può salvare su disco o nastro.
Su Amiga c'è anche l'opzione per una partita singola a uno o due giocatori, senza la parte manageriale.
Le capacità del tennista sono rappresentate da indicatori di resistenza, velocità e abilità nei vari tipi di colpo. C'è inoltre la forma fisica che diminuisce con la fatica e si recupera col riposo. 
Uno alla volta si svolgono i tornei ATP, con differenti tipi di campo (terra, cemento, sintetico o erba) e montepremi, e il giocatore può scegliere se parteciparvi o meno. Ai tornei più prestigiosi però non si è invitati, finché non si sale abbastanza nella graduatoria.
Ogni giocatore ha una scorta di denaro che serve a pagare gli allenamenti per migliorare le capacità, acquistare vari tipi di racchette e partecipare ai tornei. Il denaro si recupera con i premi per i buoni risultati e accettando eventuali contratti proposti dagli sponsor.
Le sequenze d'azione in partita variano molto a seconda della versione:
- Amiga: la schermata di gioco comprende tre finestre più piccole, una con la visuale dall'alto di tutto il campo, e una per ciascun tennista con la sua visuale tridimensionale dall'interno del campo. In tutte le visuali non vengono mostrati i tennisti, ma solo la rispettiva racchetta sospesa in aria, come nel classico Ping Pong. Questa schermata è utilizzata anche negli allenamenti, dove l'avversario è sostituito da una macchina sparapalle, e affinché l'allenamento nell'abilità in un certo tipo di colpo abbia successo è necessario effettuare correttamente il colpo a mano.
- Commodore 64: la visuale è dall'alto, con il campo a scorrimento verticale, e i due tennisti sono mostrati normalmente. Si decide a ogni singolo game se calcolarne il risultato in automatico o giocarlo manualmente, con un limite sul numero di game giocabili manualmente in ogni partita.